# Michael Wolf
Michael Wolf (Monaco di Baviera, 30 luglio 1954 – Cheung Chau, 24 aprile 2019) è stato un fotografo tedesco. Visse e lavorò ad Hong Kong.

## Vita e opere
Wolf crebbe tra Canada e Stati Uniti, frequentando prima la UC Berkley e successivamente l'Università delle Arti Folkwang ad Essen dove ebbe come professore il fotografo Otto Steinert.
Nel 1994 si trasferì ad Hong Kong, dove lavorò otto anni come fotografo per Stern Magazine. Dal 2001 si concentrò su progetti personali, che avrebbero poi sfornato numerosi libri.
Nel 2002 pubblicò Sitting in China, una collezione di scatti contenenti diversi tipi di sedie in cui l'autore si era imbattuto nel territorio cinese. Gli oggetti in questione sono fabbricati a mano, talvolta con oggetti di fortuna. A Wolf interessava l'aspetto "artigianale" in contrasto con la produzione di massa. 
In The Transparent City (2008), l'artista tedesco affrontò le tematiche del voyeurismo e della privacy. Fotografando i grattacieli di Chicago, Wolf si rese conto di essere in grado di vedere cosa stava succedendo nei vari piani grazie alle grandi finestre in vetro. Realizzò in tal modo immagini estremamente ingrandite delle finestre di uffici e abitazioni.
Nel 2009 venne pubblicata la raccolta Hong Kong Inside Outside, divisa in due volumi. Il primo ritrae l'esterno dei palazzi di Hong Kong, spesso fotografati con l'intento di creare un senso di claustrofobia. Il secondo rivela l'interno delle abitazioni, dove si scopre una vita ordinaria in contrapposizione con il paesaggio urbano.
La serie più nota del fotografo tedesco fu Tokyo Compression (2010-2013). Le foto, pubblicate in tre diverse edizioni, si concentravano sul sovraffollamento della rete metropolitana di Tokyo. Wolf fotografava i pendolari di ogni giorno, catturandoli spesso con i volti schiacciati sul finestrino o con espressioni sofferenti.
Il suo lavoro più recente, Street View, mostrava immagini prese da Google Street View. Ancora una volta l'artista esplorò il tema della privacy, facendo screenshot di scene di violenza, di coppie intente a baciarsi e di persone che alzano il dito medio davanti alla telecamera.
Michael Wolf vinse il World Press Photo nel 2005 e nel 2010. Le sue opere fanno parte delle collezioni permanenti del Metropolitan Museum of Art di New York, del Museum of Contemporary Photography di Chicago, del Brooklyn Museum di New York e di altre istituzioni museali.